# Luwunggesik
Luwunggesik is een bestuurslaag in het regentschap Indramayu van de provincie West-Java, Indonesië. Luwunggesik telt 2351 inwoners (volkstelling 2010).